# Mémorial Fallschirmjäger

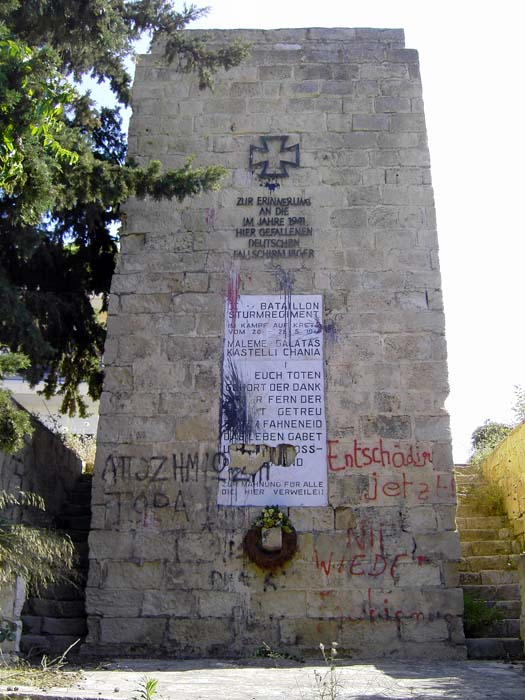
Le piédestal du mémorial, vers 2008.

Le Mémorial Fallschirmjäger (en allemand : Fallschirmjäger-Denkmal) est un mémorial de guerre érigé pour les parachutistes allemands tombés au combat durant de la bataille de Crète, pendant la Seconde Guerre mondiale. Ce monument est appelé par les Crétois « l’oiseau allemand » (en grec : πουλί Γερμανικό, Germaniko Pouli) ou « l'oiseau de mauvais augure » (en grec : Κακό πουλί, Pouli Kako). Il a été bâti en 1941 par les forces d'occupation à environ trois kilomètres à l'ouest de La Canée, sur la route d’Ágii Apóstoli.

## Historique
En mai 1941, l’invasion de la Crète a été la première opération aéroportée de grande envergure de l’histoire. Malgré la victoire allemande, plusieurs manquements dans la stratégie de l’état-major allemand ont valu aux parachutistes d'élite allemands de subir de lourdes pertes, à tel point qu’Adolf Hitler rejettera définitivement l’idée de toute opération aéroportée de grande envergure pour le restant de la guerre.

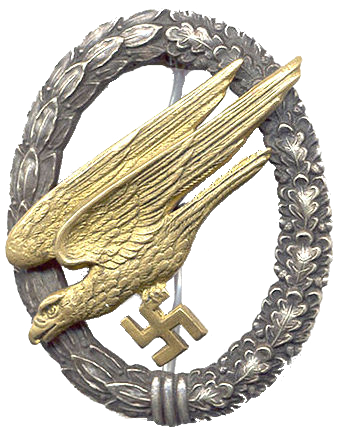
L'aigle plongeant, l'insigne des Fallschirmjäger.

## Structure
Le mémorial, a été érigé au sommet d’une petite colline, auquel on accède par un court chemin, puis une succession d'escaliers en pierre. Il se compose d'un piédestal construit avec des blocs de pierre, au sommet duquel se trouvait un aigle plongeant en béton avec une croix gammée entre ses serres. L'aigle est le Fallschirmschützenabzeichen, l'insigne des Fallschirmjäger. 

## Actuellement
À l'origine érigé au milieu de la campagne crétoise, aujourd'hui peu visible depuis la route, le « Germaniko Pouli » est aujourd'hui entouré de plusieurs bâtiments urbains et a prêté son nom à la région environnante. En dehors de la croix gammée qui a été recouverte de ciment peu après la libération de la Crète, le mémorial a été plus ou moins intact jusqu’au début des années 2000. Pendant l'hiver 2001, une tempête a détruit le corps de l'aigle. Aujourd'hui, le socle et la plaque commémorative, porteuse d'une inscription, qui y est apposée sont en état d'abandon et en grande partie recouverts de graffitis, dans un contexte où l'austérité imposée à la population locale à la suite de la crise de la dette publique grecque a ravivé chez celle-ci des sentiments antiallemands hérités de l'histoire. Une partie de la plaque a même été arrachée. Il y a eu quelques discussions et plusieurs controverses concernant l’avenir de ce monument historique, à savoir s'il doit être restauré ou démoli,.